# 그라비아 아이돌

비키니를 입고 있는 그라비아 아이돌들

그라비아 아이돌(일본어: グラビアアイドル 구라비아 아이도루[*])은 직종의 하나로 일본에서 유래된 이름이며, 그라비아 사진집, 영상집 등에 출연한 사람을 뜻한다.

## 주요 그라비아 아이돌
- "그라비아 아이돌 목록"를 참조하십시오.

## 같이 보기
- 그라비아